# Tori DellaPeruta
Tori DellaPeruta (Atlanta, 21 maart 2004) is een voetbalspeelster uit Verenigde Staten. Ze staat als aanvaller onder contract bij AS Roma in de Serie A. In het seizoen 2024/25 wordt ze verhuurd aan UC Sampdoria.

## Clubcarrière
Tori DellaPeruta werd geboren in Atlanta, Georgia. Haar zus Talia is ook voetbalster. Haar grootouders komen uit Pescara en Napels. DellaPeruta begon als keepster, maar vanaf haar vijfde speelde ze als middenveldster. Vanaf 2018 speelde ze voor Tophat Soccer Club en sinds 2019 ging ze naar de North Carolina. In 2021 ging ze naar school aan de West Forsyth High School waar ze ook voetbalde. Hier wist ze in een seizoen maar liefst 54 keer tot scoren te komen, wat een record was. Datzelfde jaar nog studeerde ze vervroegd af en verkreeg ze een Italiaans paspoort.
In het seizoen 2021/22 kwam DellaPeruta uit voor het Italiaanse Pomigliano CF. Ondanks een taalbarrière kwam ze 9 wedstrijden in actie waarin ze 4 keer wist te scoren. Bij haar debuut op 22 januari 2022 tegen Empoli FC kwam ze in de rust binnen de lijnen en maakte ze het winnende doelpunt waardoor Pomigliano CF met 2-1 won. Op 14 mei 2022 speelde ze een belangrijke wedstrijd tegen SSD Napoli die de club moest winnen om zich te handhaven. Een doelpunt van DellaPureta leidde een comeback in na een achterstand waardoor Pomigliano met 3-1 won en zich wist te handhaven in de Serie A.
Na een haar periode bij Pomigliano CF, kwam DellaPuerta sinds 2022 uit voor de North Carolina Tar Heels. Voor deze club leverde ze acht doelpunten in 40 wedstrijden. Met deze club werd ze in het seizoen 2022 kampioen van de NCAA Division 1. Doordat ze tegelijkertijd uitkwam voor Italiaanse jeugdelftallen miste DellaPeruta een aantal wedstrijden. Haar zus Talia was twee seizoen lang haar teamgenoot.
In 2024 maakte ze samen met haar zus Talia de overstap naar het Italiaanse UC Sampsoria uit Genova. DellaPeruta debuteerde op 14 januari 2024 in de Serie A door in te vallen in een thuiswedstrijd tegen FC Como. In een wedstrijd tegen haar oude club Pomigliano wist DellaPureta vier keer tot scoren.
Op 26 juli 2024 tekende DellaPeruta een vierjarig contract bij AS Roma. In het seizoen 2024/25 wordt ze verhuurd aan UC Sampdoria, waar ze in het seizoen 2023/24 ook al speelde.

## Statistieken
| Seizoen | Club                | Land   | Competitie | Wedstrijden | Doelpunten |
| ------- | ------------------- | ------ | ---------- | ----------- | ---------- |
| 2021/22 | Pomigliano FC       | Italië | Serie A    | 9           | 4          |
| 2023/24 | UC Sampdoria        | Italië | Bundesliga | 11          | 8          |
| 2024/25 | UC Sampdoria (huur) | Italië | Serie A    | 0           | 0          |
| Totaal  | Totaal              | Totaal | Totaal     | 20          | 12         |

Laatste update: 1 augustus 2024

## Interlandcarrière
Tori DellaPeruta kon door haar Amerikaans en Italiaanse nationaliteit voor beide nationale teams uitkomen, maar koos, in tegenstelling tot haar zus, voor een Interlandcarrière voor Italië. In eerste instantie werd ze opgeroepen voor Verenigde Staten onder 18, maar na haar periode bij Pomigliano CF koos ze definitief voor een Italiaanse Interlandcarrière. In 2023 kwam ze met haar land uit op het EK 2022. In september 2023 werd DellaPureta voor het eerst opgeroepen voor Italië onder 23.
In 2024 werd DellaPureta tevens voor het eerst opgeroepen voor Italiaanse seniorenteam voor een traingskamp voorafgaande aan de Eak 2025 kwalificatieduels in mei 2024.